# Số đỏ
Số đỏ là một tiểu thuyết văn học của nhà văn Vũ Trọng Phụng (ông vua phóng sự đất Bắc) đăng trên Hà Nội báo từ số 40 ngày 7 tháng 10 năm 1936 và được in thành sách lần đầu vào năm 1938, với 20 chương. Tác phẩm xoay quanh nhân vật chính là Xuân - biệt danh là Xuân Tóc đỏ - từ chỗ là một kẻ bị coi là hạ lưu, bỗng chốc đã bước lên tầng lớp danh giá của xã hội nhờ trào lưu Âu hóa của giới tiểu tư sản Hà Nội khi đó. Tác phẩm Số đỏ, cũng như các tác phẩm khác của Vũ Trọng Phụng đã từng bị cấm lưu hành tại Việt Nam Dân chủ Cộng hòa trước năm 1975 cũng như tại Việt Nam sau ngày thống nhất từ năm 1975 cho đến năm 1986. Cho đến nay, Số đỏ đã được tái xuất bản và được phê duyệt ở Việt Nam. Đồng thời một đoạn trích của tác phẩm này cũng được đưa vào chương trình Ngữ văn lớp 12 (sách giáo khoa Ngữ Văn 12, chương trình mới, tập 1) với tên gọi: Xuân Tóc Đỏ cứu quốc (Nhan đề văn bản là một phần tên của chương XX trong tiểu thuyết Số đỏ: Xuân Tóc Đỏ cứu quốc - Xuân Tóc Đỏ vĩ nhân - Nỗi buồn của ông bố vợ không bị đấm.)
Số đỏ được xem là một tác phẩm có nhiều ảnh hưởng lớn đến đời sống xã hội Việt Nam, với nhiều nhân vật và câu nói trong tác phẩm đã đi vào cuộc sống đời thường. Số đỏ cũng đã được dựng thành kịch và phim.

## Nội dung
Mọi chuyện bắt đầu khi bà Phó Đoan đến chơi ở sân quần vợt nơi Xuân tóc đỏ làm việc. Vì Xuân tóc đỏ xem trộm 1 cô đầm thay đồ nên bị cảnh sát bắt giam và được bà Phó Đoan bảo lãnh. Sau đó, bà Phó Đoan giới thiệu Xuân đến làm việc ở tiệm may Âu Hóa, từ đó Xuân bắt đầu tham gia vào việc cải cách xã hội. Nhờ thuộc lòng những bài quảng cáo thuốc lậu, hắn được vợ chồng Văn Minh gọi là "sinh viên trường thuốc", "đốc tờ Xuân". Hắn gia nhập xã hội thượng lưu, quen với những người giàu và có thế lực, quyến rũ được cô Tuyết và phát hiện cô Hoàng Hôn ngoại tình. Xuân còn được bà Phó Đoan nhờ dạy dỗ cậu Phước, được nhà sư Tăng Phú mời làm cố vấn cho báo Gõ Mõ. Vì vô tình, hắn gây ra cái chết cho cụ cố tổ nên được mọi người mang ơn. Văn Minh vì nghĩ ơn của Xuân nên dẫn Xuân đi xóa bỏ lý lịch trước kia rồi đăng ký đi tranh giải quần vợt nhân dịp vua Xiêm đến Bắc Kì. Bằng thủ đoạn xảo trá, hắn làm 2 vận động viên quán quân bị bắt ngay trước hôm thi đấu nên Xuân được dịp thi tài với quán quân Xiêm. Vì để giữ tình giao hảo, hắn được lệnh phải thua. Kết thúc trận đấu, khi bị đám đông phản đối, Xuân hùng hồn diễn thuyết cho đám đông dân chúng hiểu hành động "hy sinh vì tổ quốc của mình", được mời vào hội Khai trí tiến đức, được nhận huân chương Bắc Đẩu bội tinh và cuối cùng trở thành con rể cụ cố Hồng.

## Nhân vật
- Xuân Tóc Đỏ: nhân vật chính của truyện, 1 đứa bé mồ côi cha mẹ từ nhỏ, phải kiếm sống bằng đủ thứ nghề như trèo me, trèo sấu, thổi kèn, quảng cáo thuốc lậu, nhặt banh ở sân quần vợt.
- Cụ cố tổ: Một ông lão 80 tuổi, có gia sản lớn nên con cháu ai cũng muốn ông chết để chiếm gia tài.
- Cụ cố Hồng: Một ông lão gần 60 tuổi, nghiện thuốc phiện nặng và lúc nào cũng tỏ ra là mình già. Ông có câu nói nổi tiếng đã đi vào đời sống: "Biết rồi, khổ lắm, nói mãi!".
- Bà Phó Đoan: Một người đàn bà lấy chồng Tây, đã 2 đời chồng và cực kì dâm đãng nhưng lúc nào cũng tỏ ra là 1 quả phụ gương mẫu.
- Cậu Phước: Con cầu, con khẩn của bà Phó Đoan, lúc nào cũng chỉ biết nói: "Em chã, em chã".
- Văn Minh: Con trai cụ cố Hồng, chủ tiệm may Âu Hóa, ỷ mình đi du học Pháp nên lúc nào cũng muốn cải cách xã hội mặc dù không có bằng cấp gì cả.
- Cô Hoàng Hôn: Con gái cụ cố Hồng, đã có chồng nhưng vẫn thường xuyên ngoại tình.
- Ông Phán mọc sừng: Chồng cô Hoàng Hôn, một người đàn ông có vợ ngoại tình nhưng bất lực.
- Cô Tuyết: Con gái út cụ cố Hồng, mới 18 tuổi và có nhan sắc, muốn hư hỏng một cách có khoa học và tự hào chưa đánh mất cả chữ trinh.
- Cậu Tú Tân: con trai cụ Cố Hồng, (tú tân tham danh, ý muốn nói là đỗ tú tài nhưng thực chất thi mãi vẫn không đỗ).
- Ông Tuýp-phờ-nờ (TYPN - Tôi Yêu Phụ Nữ) người thiết kế thời trang của tiệm Âu Hóa, đưa ra những mẫu quần áo tân thời
- Đốc tờ Trực Ngôn
- Joseph Thiết: Một người bạn của Văn Minh. Ông là thành viên của Đảng Phát xít.
- Bà Văn Minh
- Cụ bà vợ cố Hồng
- Cảnh sát Min Đơ và Min Toa: "giữa lúc không có ai đáng bị phạt...đương buồn rầu...thì sung sướng cực điểm".
- Bạn bè cụ cố Hồng: những kẻ vừa háo danh, vừa háo sắc, họ chia buồn để khoe khoang các loại râu ria cùng những huân huy chương
- Nhà sư: Sư cụ Tăng Phú sung sướng và vênh váo ngồi trên một chiếc xe, vì sư cụ chắc rằng, trong số thiên hạ đứng xem ở các phố, thế nào cũng có người nhận ra rằng sư cụ đã đánh đổ được Hội Phật giáo

## Chuyển thể
- Số đỏ (phim, 1990)
- Trò đời (phim truyền hình), 2013, có kết hợp với 02 tác phẩm phóng sự khác của Vũ Trọng Phụng: Cơm thầy cơm cô, Kỹ nghệ lấy Tây
- Số đỏ (phim điện ảnh, 2021)[2]

## Đánh giá
Theo quan điểm Marxist trên Từ điển văn học:
| “ | Bằng ngòi bút trào phúng độc đáo, Số đỏ lên án gay gắt cái xã hội tư sản thành thị Việt nam đang chạy theo lối sống văn minh rởm hết sức lố lăng đồi bại đương thời. Tác giả đã đả kích cay độc các phong trào "Âu hóa", "thể thao", "giải phóng nữ quyền" đang phát triển rầm rộ khi ấy, nhân danh "văn minh", "tiến bộ", "cải cách xã hội" mà thực chất chỉ là ăn chơi trụy lạc, làm tiền, chà đạp trắng trợn lên mọi nền nếp đạo đức truyền thống,... Số đỏ tuy chỉ tập trung phê phán xã hội tư sản về phương diện đạo đức, sinh hoạt - đây là một hạn chế - song tác phẩm vẫn có màu sắc chính trị thời sự và có tính chiến đấu rõ rệt...Tuy nhiên, sự phản ánh hiện thực của Số đỏ có rộng song chưa thật sâu. Trong khi lật mặt bọn bịp bợm giả danh "bình dân", ít nhiều nhà văn vẫn để lộ cái nhìn miệt thị đối với quần chúng lao động. Quan điểm sinh lý thô bạo - ảnh hưởng của học thuyết Phrơt- khi giải thích "cái dâm của loài người" và sự miêu tả có phần sống sượng đây đó, cũng hạn chế chiều sâu nhận thức và sức tố cáo của tác phẩm. | ” |